# Вілле Коскі
Вілле Алексі Юканпоіка Коскі (фін. Ville Aleksi Jukanpoika Koski, нар. 27 січня 2002, Туусула, Фінляндія) — фінський футболіст, центральний захисник хорватського клубу «Істра 1961» та національної збірної Фінляндії.

## Ігрова кар'єра

### Клубна
Вілле Коскі починав займатися футболом у своєму рідному місті Туусула. На професійному рівні футболіст дебютував у 2018 році в клубі ліги Какконен «Паллокерхі Кескі-Уусімаа». Першу гру в команді захисник провів 13 травня 2018 року у віці 16 років.
Перед початком сезону 2019 року Коскі на правах вільного агента приєднався до клубу вищого дивізіону «Гонка», де протягом перших двох сезонів грав за дублюючий склад команди. У вищому дивізіоні Коскі провів свою першу гру 12 вересня 2020 року, коли з перших хвилин вийшов на матч проти РоПС. Незважаючи на свій юний вік, у наступному сезоні Коскі забронював за собою постійне місце в основі команди. У 2022 році разом з командою Коскі став переможцем Кубка ліги.
У грудні 2023 року стало відомо, що Коскі підписав контракт на три з половиною роки з хорватським клубом «Істра 1961». Угода набула офіційної чинності в січні 2024 року.

### Збірна
Вілле Коскі був капітаном молодіжної збірної Фінляндії.
12 січня 2023 року у товариському матчі проти команди Естонії Вілле Коскі дебютував у складі національної збірної Фінляндії.

## Титули
Гонка
 Переможець Кубка ліги: 2022
- Фіналіст Кубка Фінляндії: 2023